# Yvon Durelle
Yvon Durelle (ur. 14 października 1929 w Baie-Sainte-Anne, Nowy Brunszwik, zm. 6 stycznia 2007) – kanadyjski bokser, zawodowy mistrz Imperium Brytyjskiego i pretendent do tytułu mistrza świata w wadze półciężkiej.
Pochodził z akadiańskiej wioski rybackiej, z licznej rodziny (miał trzynaścioro rodzeństwa), we wczesnym wieku porzucił szkołę i pomagał w pracach rybackich. W wolnym czasie trenował boks. W weekendy toczył walki pokazowe za pieniądze, zyskując z czasem sławę czołowego boksera wagi średniej w prowincji Nowy Brunszwik, a potem w całej Kanadzie. Oficjalnie karierę zawodową rozpoczął w 1948, w maju 1953 został mistrzem Kanady w wadze średniej. Rok później przeszedł do kategorii półciężkiej, również zdobywając mistrzostwo Kanady. Pierwszą walkę poza krajem przegrał, ale była to porażka po zaciętym pojedynku z przyszłym mistrzem świata Floydem Pattersonem. Kolejna walka, zwycięstwo nad Angelo Defendisem w marcu 1957 w Nowym Jorku, dała Kanadyjczykowi miejsce w czołowej dziesiątce światowego rankingu wagi półciężkiej.
W maju 1957 zdobył zawodowe mistrzostwo wagi półciężkiej Imperium Brytyjskiego. W tym samym roku stoczył walkę z czołowym pięściarzem tej wagi, Tonym Anthonym, która zakończyła się remisem. Wkrótce Durelle pokonał także niemieckiego mistrza Williego Besmanoffa oraz Amerykanina Clarence Hennanta. Zwycięstwa te umożliwiły mu walkę o tytuł mistrza świata.
Do walki o mistrzostwo Durelle stanął 10 grudnia 1958 w Montrealu, a jego przeciwnikiem był Archie Moore. Moore uchodził za zdecydowanego faworyta. Kanadyjczyk postawił rywalowi niespodziewany opór i już w pierwszej rundzie doszło do trzech nokdaunów na korzyść Durelle’a; według współczesnych przepisów (z wyjątkiem uregulowań federacji World Boxing Council) walka zostałaby zakończona. Jeszcze w piątej rundzie Durelle zadał nokdaun. Ostatecznie jednak Moore przetrwał walkę i w jedenastej rundzie znokautował przeciwnika, zachowując tym samym pas mistrzowski. Walka ta została uznana za jeden z najlepszych pojedynków roku przez sportową prasę kanadyjską. Podobną opinię wyraził znany sędzia bokserski Mills Lane.
Rewanż nie udał się Durelle’emu. Załamany tragicznym wypadkiem łodzi rybackiej w rodzinnej wiosce, który w czerwcu 1959 kosztował życie 35 rybaków, przegrał dwa miesiące później z Moore’em, tym razem przez nokaut już w trzeciej rundzie. W listopadzie tegoż roku uległ również rodakowi George Chuvalo. Od tego czasu stoczył już tylko kilka walk, bez większych sukcesów, by w 1963 zakończyć karierę bokserską. Przez pewien czas próbował również swoich sił jako zawodowy zapaśnik, a także otworzył i prowadził bar. W latach 70. zaatakowany w swoim barze, zastrzelił napastnika. Po głośnym procesie, w którym bronił go (i zyskał sławę) przyszły premier Nowy Brunszwiku Frank McKenna, został uniewinniony.
W Baie-Sainte-Anne otwarto niewielkie muzeum dla uhonorowania osiągnięć Durelle’a. Bokserowi poświęcono biografię (The Fighting Fisherman: The Life of Yvon Durelle, 1981, pióra Raymonda Frasera; „Fighting Fisherman” był przydomkiem Durelle’a) i film dokumentalny (Durelle, 2003, w reżyserii Ginette Pellerin). Durelle znalazł się także w kilku Hall of Fame – Sportu Prowincji Nowy Brunszwik (1971), Sportu Kanadyjskiego (1975) i Boksu Kanadyjskiego (1989).